# Liga de Expansión MX
Die Liga de Expansión MX, aufgrund eines Namenssponsorings auch bekannt als Liga BBVA Expansión MX, ist seit der Saison 2020/21 die zweithöchste Spielklasse im mexikanischen Vereinsfußball. Sie löst in dieser Eigenschaft die Ascenso MX ab, die diese Rolle in den 11 Spielzeiten zwischen 2009/10 und 2019/20 eingenommen hatte.

## Struktur der Liga
Im Gegensatz zu den Vorgängerligen, die seit der Saison 1950/51 als zweithöchste Liga im mexikanischen Ligafußball fungierten (zunächst die Segunda División bis 1993/94, anschließend die Primera División 'A' und danach die bereits genannte Ascenso MX) und an deren jeweiligen Saisonende es sportliche Auf- und Absteiger gab, wurde die neue Liga als reine Entwicklungsliga für die höchste Spielklasse ohne Aufstiegsrecht geschaffen.
Mit der knappen Mehrheit von 8:7 Stimmen der Erstligavereine und von 8:4-Stimmen der zu jenem Zeitpunkt stimmberechtigten 12 Zweitligavereine wurde das neue Modell durchgesetzt, das vom Ligavorsitzenden Enrique Bonilla favorisiert war.
Von den Erstligisten stimmten der Club América, der FC Juárez, der Puebla FC, Atlético San Luis, Deportivo Toluca und der Club Atlético Monarcas Morelia (der kurz danach seine Erstligalizenz an den neu kreierten Mazatlán FC übertrug) sowie der Club Atlas und der Club Santos Laguna, die sich ebenso eine Stimme teilten wie der Querétaro Fútbol Club und der Club Tijuana Xoloitzcuintles de Caliente, für den Vorschlag, der von den anderen 7 Stimmen abgelehnt wurde. Zu diesen gehörten die beiden Vereine der Grupo Pachuca (CF Pachuca und Club León, die sich eine Stimme teilen mussten) ebenso wie der Club Necaxa, die beiden Vereine aus Monterrey (CF Monterrey und UANL Tigres) sowie Drei der „Großen Vier“ (Chivas Guadalajara, Cruz Azul und UNAM Pumas), von denen nur der Club América auf der anderen Seite zu finden war.
Von den stimmberechtigten Zweitligisten votierten am Ende der CF Atlante, die Alebrijes de Oaxaca, die Cafetaleros de Tapachula, der Celaya FC, die Cimarrones de Sonora, die Dorados de Sinaloa, der Tampico-Madero FC und der CD Zacatepec für das neue Konstrukt, das von den UAT Correcaminos, den Leones Negros de la UdeG, den Mineros de Zacatecas und dem Venados FC abgelehnt wurde.
Ligapräsident Enrique Bonilla betonte nach dem von ihm favorisierten Abstimmungsergebnis, dass der Wegfall des Aufstiegs kein schlechtes Resultat sei, wie einige Gegner des neuen Projektes meinten, sondern das neue Konstrukt für eine finanzielle Stabilität und das langfristige Überleben der Zweitligavereine sorge.

## Die Gründungsmitglieder
Folgende 16 Mannschaften bestritten die Eröffnungssaison 2020/21 der Liga de Expansión MX:
| Verein         | Ort              | Bundesstaat      | Filialteam von        |
| -------------- | ---------------- | ---------------- | --------------------- |
| Alebrijes      | Oaxaca de Juárez | Oaxaca           | eigenständig          |
| Atlante        | Mexiko-Stadt     | Distrito Federal | eigenständig          |
| Cancún FC      | Cancún           | Quintana Roo     | eigenständig          |
| Celaya FC      | Celaya           | Guanajuato       | eigenständig          |
| Cimarrones     | Hermosillo       | Sonora           | eigenständig          |
| Dorados        | Culiacán         | Sinaloa          | eigenständig          |
| Morelia        | Morelia          | Michoacán        | eigenständig          |
| Pumas Tabasco  | Villahermosa     | Tabasco          | UNAM Pumas            |
| Tampico-Madero | Tampico          | Tamaulipas       | eigenständig          |
| Tapatío        | Guadalajara      | Jalisco          | Deportivo Guadalajara |
| Tepatitlán     | Tepatitlán       | Jalisco          | eigenständig          |
| Tlaxcala       | Tlaxcala         | Tlaxcala         | eigenständig          |
| U.A.T.         | Ciudad Victoria  | Tamaulipas       | eigenständig          |
| U de G         | Guadalajara      | Jalisco          | eigenständig          |
| Venados        | Mérida           | Yucatán          | eigenständig          |
| Zacatecas      | Zacatecas        | Zacatecas        | eigenständig          |

- Siehe auch: Liga de Expansión MX/Mannschaften

## Die Finalspiele der Liga de Expansión
Es werden zwei Meisterschaften pro Saison ausgespielt und zwei separate Sieger (Apertura und Clausura) ermittelt. Gewinnt eine Mannschaft beide Turniere, ist sie automatisch auch Gesamtsieger. Gibt es zwei unterschiedliche Sieger, tragen diese zum Saisonende den Gesamtsieger aus, der die offizielle Bezeichnung Campeón de Campeones trägt.
| Turnier       | Finalgegner 1        | Finalgegner 2            | Gesamt    | Hinspiel | Rückspiel           |
| ------------- | -------------------- | ------------------------ | --------- | -------- | ------------------- |
| Apertura 2020 | Tampico-Madero FC    | CF Atlante               | 4:3       | 1:1      | 3:2 n. V.           |
| Clausura 2021 | CD Tepatitlán        | Atlético Morelia         | 3:2       | 1:0      | 2:2 n. V.           |
| 2020/21       | Tampico-Madero FC    | CD Tepatitlán            | 2:2 i. E. | 2:0      | 0:2 n. V. 4:5 i. E. |
| Apertura 2021 | Tampico-Madero FC    | CF Atlante               | 0:3       | 0:0      | 0:3                 |
| Clausura 2022 | Cimarrones de Sonora | Atlético Morelia         | 0:2       | 0:0      | 0:2                 |
| 2021/22       | CF Atlante           | Atlético Morelia         | 1:1 i. E. | 0:1      | 1:0 n. V. 5:4 i. E. |
| Apertura 2022 | CF Atlante           | Celaya FC                | 3:1       | 0:0      | 3:1                 |
| Clausura 2023 | Atlético Morelia     | Deportivo Tapatío        | 3:4       | 1:2      | 2:2                 |
| 2022/23       | Deportivo Tapatío    | CF Atlante               | 3:2       | 3:1      | 0:1                 |
| Apertura 2023 | CF Atlante           | Cancún FC                | 0:3       | 0:0      | 0:3                 |
| Clausura 2024 | CF Atlante           | Leones Negros de la UdeG | 4:1       | 2:0      | 2:1                 |
| 2023/24       | Cancún FC            | CF Atlante               | 1:1 i. E. | 1:1      | 0:0 3:1 i. E.       |
| Apertura 2024 | Celaya FC            | Deportivo Tapatío        | 3:5       | 1:2      | 2:3                 |
| Clausura 2025 | Tampico-Madero FC    | Leones Negros de la UdeG | 2:2 i. E. | 2:1      | 0:1 4:5 i. E.       |
| 2024/25       | Deportivo Tapatío    | Leones Negros de la UdeG | 3:1       | 1:0      | 2:1                 |

## Die Torschützenkönige der Liga de Expansión
| Saison        | Name                                                                  | Mannschaft                                             | Tore        |
| ------------- | --------------------------------------------------------------------- | ------------------------------------------------------ | ----------- |
| Apertura 2020 | Jesús Alvarado Lizandro Echeverría Guillermo Martínez Gustavo Ramírez | UAT Correcaminos Venados FC Celaya FC Atlético Morelia | 07 07 07 07 |
| Clausura 2021 | Julio Cruz                                                            | Alebrijes de Oaxaca                                    | 10          |
| Apertura 2021 | José Zúñiga                                                           | Dorados de Sinaloa                                     | 12          |
| Clausura 2022 | Juan Angulo Juan Machado Óscar Villa                                  | Tepatitlán Raya2 Expansión Cimarrones de Sonora        | 08 08 08    |
| Apertura 2022 | Diego Jiménez                                                         | Cimarrones de Sonora                                   | 12          |
| Clausura 2023 | Ricardo Marín                                                         | Celaya FC                                              | 10          |
| Apertura 2023 | Luis Razo                                                             | Mineros de Zacatecas                                   | 10          |
| Clausura 2024 | José Rodríguez Novoa                                                  | Cancún FC                                              | 09          |